# Фара (Блоке)
Фара (словен. Fara) — поселення в общині Блоке, Регіон Нотрансько-крашка, Словенія. Висота над рівнем моря: 717,1 м.